# Stensigmose
Stensigmose, ligger sydøst for Broager ud til Vemmingbund og Sønderborg Bugt på Broager Land i Sønderjylland. Området er en del af Gendarmstien.
Under Kampene ved Dybbøl, blev der herfra beskudt mod de preussiske tropper i 1864. I 1992 åbnede Historiecenter Dybbøl Banke som museum for både disse kampe og 2. Slesvigske Krig i det hele taget.
Man har desuden tidligere gravet ler fra istiden i klinten 
Stensigmose Klint, og der blev ofte fundet fossiler. Da leret havde høj kvalitet, opstod der mange teglværker i området. Cathrinesminde Teglværk, er nu oprettet som museum for denne industri.
|  | Denne artikel om lokaliteten Stensigmose kan blive bedre, hvis der indsættes et (bedre) billede. Du kan hjælpe ved at afsøge Wikimedia Commons for et passende billede eller lægge et op på Wikimedia Commons med en af de tilladte licenser og indsætte det i artiklen. |

54°52′25″N 9°44′19″Ø / 54.8736°N 9.7385°Ø